# Сун (царство)
Сун (кит. 宋, пиньинь Sòng) — государство, существовавшее в Китае в период Чуньцю.
После того, как в XI веке до н. э. У-ван сверг династию Шан и установил династию Чжоу, то он переселил часть шанской знати и крестьян в юго-восточную часть Великой равнины. Так образовалось царство Сун, где продолжали править наследники правителей Шан.
В отличие от чжоусцев, у шанцев было принято наследование не от отца к сыну, а в пределах одного поколения, то есть от старшего брата к младшему. В результате, когда в 720 году до н. э. правивший в Сун Му-гун заболел и стал готовиться к смерти, то он решил передать трон не своему сыну Фэну, а старшему племяннику. Фэн был вынужден бежать в царство Чжэн. Тем временем в царстве Вэй, частично также населённом потомками шанцев, власть захватил Чжоу Юй, который предложил правителю Сун организовать совместный поход на Чжэн. Предложение было принято, коалиция царств (Вэй, Сун, Чэнь и Цай) напали на Чжэн, однако безрезультатно. В 718 году до н. э. Чжэн в свою очередь напало на Вэй и Сун. Впоследствии обычно оказывалось так, что Сун было союзником Вэй и врагом Чжэн. В 711 году до н. э. сунский первый министр Хуа Ду устроил переворот и посадил на престол Фэна, скрывавшегося в Чжэн. Правители царств Ци, Лу, Чжэнь и Чэн собрались на совещание, чтобы отреагировать на переворот, но Хуа Ду не поскупился на подарки, и встреча закончилась ничем (тем более, что ситуацию можно было трактовать и как восстановление на престоле законного правителя).
Фэн, став править под именем «Чжуан-гун», начал активно вмешиваться в дела Чжэн, поддерживая там одного из кандидатов на престол против другого. Однако в 682 году до н. э. в самом Сун внутренняя ситуация обострилась до такой степени, что для её обсуждения собрались все чжухоу. В итоге на сунском троне утвердился Хуань-гун, продолживший традиционное соперничество между Сун и Чжэн. Однако в это время царством-гегемоном стало Ци, которое в 680 году до н. э. совершило карательный поход в Сун, а в 678 году покарало Чжэн за его нападение на Сун.
В 611 году до н. э. в Сун, убив прежнего правителя, престол занял Вэнь-гун. Коалиция царств попыталась вторгнуться в Сун, но их нападение было отбито, а внутренний мятеж был подавлен Вэнь-гуном с большой жестокостью. Недовольное исходом событий в Сун, царство Чжэн сблизилось с Чу, и в 608 году до н. э. Чу разгромило сунскую армию.
В конце 597 года до н. э. чуские войска выступили против небольшого княжества Сяо, тесно связанного с Сун. Сунские войска вместе с отрядом из Цао попытались защитить Сяо, но успеха не имели. В начале 596 года до н. э. чусцы, используя в качестве предлога столкновение в Сяо, напали на Сун, но теперь уже они не добились успеха. В 595 году чуский Чжуан-ван решил спровоцировать Сун на обострение конфликта, и повелел послу в Ци поехать через Сун, не имея на то специального разрешения. Сун не стерпело оскорбления. Посол был убит, и осенью 595 года до н. э. чуские войска осадили столицу Сун. Однако город выдержал многомесячную осаду, и чуские войска были вынуждены возвратиться домой, не добившись поставленных целей.
В 546 году до н. э. царство Сун организовало мирную конференцию, на которую прибыли правители всех стран Поднебесной. После нескольких месяцев совещаний, участники согласились отказаться от разрешения конфликтов военным путём.
В 533 году до н. э. в Сун восстали кланы Хуа и Сян, захватив в заложники сына правившего Юань-гуна. На помощь клану Хуа пришли его сторонники из царства У, а на помощь гуну — войско из Ци. В сражении сначала победили Сун и Ци, затем взял реванш Хуа со сторонниками из У, и сунский гун хотел даже бежать из столицы, но его поддержали горожане, а затем подоспели войска из других царств, так что в конечном счёте клан Хуа потерпел поражение. Разгромленные мятежники нашли приют в Чу.
В 492 году до н. э. влиятельный сановник Хуань Туй из клана Сян попытался убить посетившего Сун Конфуция. В 487 году до н. э. Сун напало на княжество Цао и аннексировало его. Туй попытался поднять в аннексированных сунцами цаоских землях мятеж против сунского вана, однако его осудил собственный клан Сян, который помог подавить мятеж. Туй бежал сначала в Ци, а затем в У, где и умер.
О событиях в царстве Сун и его внешней политике в V веке до н. э. материалов крайне мало. Странным является то, что из титулатуры правителей Сун исчезает титул «гун». В 371 году до н. э. сунский престол занял Янь, который на 11-м году правления объявил себя «ваном» (то есть присвоил себе тот же титул, что и у правителей семи сильнейших государств Китая). В 286 году до н. э. царство Сун пало под совместным нападением царств Ци, Чу и Вэй. Основная территория Сун была аннексирована царством Ци.
Исторические записи и летописи царства Сун не сохранились и о нем имеется относительно мало сведений.

## Дом сунского Вэй-цзы
1. 1110—1078 до н. э. — Вэй-цзы (Кай)
2. 1077—1052 до н. э. — Вэй-чжун (Янь)
3. 1052—1000 до н. э. — Сун-гун (Цзи)
4. 999—935 до н. э. — Дин-гун (Шэнь)
5. 934—908 до н. э. — Минь-гун (Гун)
6. 907—893 до н. э. — Ян-гун (Си)
7. 892—859 до н. э. — Ли-гун (Фу-сы)
8. 858—831 до н. э. — Си-гун (Цзюй)
9. 830—801 до н. э. — Хуэй-гун (Цзян)
10. 800 до н. э. — Ай-гун
11. 799—766 до н. э. — Дай-гун
12. 765—748 до н. э. — У-гун (Сы-кун)
13. 747—729 до н. э. — Сюань-гун (Ли)
14. 728—720 до н. э. — Му-гун (Хэ)
15. 719—710 до н. э. — Шан-гун (Юй-и)
16. 710—692 до н. э. — Чжуан-гун (Фэн)
17. 691—682 до н. э. — Минь-гун (Цзе)
18. 682 до н. э. — Синь-цзюнь Ю
19. 681—651 до н. э. — Хуань-гун (Юй-юэ)
20. 650—637 до н. э. — Сян-гун (Цы-фу)
21. 636—620 до н. э. — Чэн-гун (Ван-чэнь)
22. 620 до н. э. — И-гун
23. 619—611 до н. э. — Чжао-гун (Чу-цзю)
24. 610—589 до н. э. — Вэнь-гун (Бао-гэ)
25. 588—576 до н. э. — Гун-гун (Ся)
26. 575—532 до н. э. — Пин-гун (Чэн)
27. 531—517 до н. э. — Юань-гун (Цзо)
28. 516—451 до н. э. — Цзин-гун (Тоу-мань)
29. 450—404 до н. э. — Чжао-гун (Тэ)
30. 403—396 до н. э. — Дао-гун (Гоу-ю)
31. 395—373 до н. э. — Сю-гун (Тянь)
32. 372—370 до н. э. — Би-гун (Би-бин)
33. 369—328 до н. э. — Ти-чэн
34. 327—282 до н. э. — Сун-Цзюнь (Янь)